# Пјане ди Карниљија (Парма)
Пјане ди Карниљија је насеље у Италији у округу Парма, региону Емилија-Ромања.
Према процени из 2011. у насељу је живело 78 становника. Насеље се налази на надморској висини од 525 м.